# Abbaye de Belmont
 (août 2022).
Si vous disposez d'ouvrages ou d'articles de référence ou si vous connaissez des sites web de qualité traitant du thème abordé ici, merci de compléter l'article en donnant les références utiles à sa vérifiabilité et en les liant à la section « Notes et références ».
L'abbaye de Belmont était un monastère fondé en 1127 à Belmont par les cisterciennes de l'abbaye Notre-Dame de Tart. Dédiée à Notre-Dame de l'Assomption, sa fête patronale est donc le 15 août. Cet établissement religieux constitue la deuxième abbaye féminine de l'ordre de Cîteaux et l'une des seules abbayes de femmes dans la Haute-Marne, avec l'abbaye Saint-Pierre de Poulangy.
Implantée d'abord sur la colline, l'abbaye de Belmont fut installée dans le village au XVIIe siècle. Très endommagée durant la guerre de Cent Ans et les guerres de Religion, elle fut reconstruite au XVIIIe siècle, mais dissoute sous la Révolution française.
En 2022, ne subsistent que l'ancienne église abbatiale et une partie du bâtiment conventuel. Ce dernier bâtiment, privé, a brûlé en 2010. Ce qui reste de l'abbaye fait l'objet d'une inscription partielle aux Monuments historiques depuis 2013. Par ailleurs, le site abrite, depuis 2013, une bibliothèque publique qui permet la consultation d'archives. Il propose aussi des animations culturelles saisonnières.

## Historique

### Histoire jusqu’à la Révolution (1127 – 1790)
Belmont est la deuxième abbaye féminine du mouvement cistercien. Elle est consacrée à l'Assomption de Notre-Dame.
Elle est fondée en 1126 ou 1127 par Étienne Harding, abbé de Cîteaux, et Pétronille d’Achey, la sœur du seigneur de Coublanc, moniale du Tart, première abbaye cistercienne féminine. Jusqu’à sa fermeture en 1790, elle est suivie par Cîteaux.
En 1126, l’évêque de Langres est un oncle de Bernard de Clairvaux, à la tête d’un vaste diocèse qui s’étend sur la Bourgogne et comprend Cîteaux.
Dès sa création l’abbaye reçoit de nombreux dons des familles environnantes, avec la colline : la « Belle montagne », couverte de forêts; et des territoires qui s’étendent de Coublanc à Bussières. Elle éveille des convoitises qui ne s’éteindront pas au cours de l’histoire.
Une bulle du premier pape cistercien, Eugène III, disciple de Bernard, les place en 1147, elles et leurs terres, directement sous la protection de la Papauté et les dispense de tout droit vis-à-vis des seigneurs.
Elle reste à ses débuts soutenue par le Tart, qui devra se réfugier quelques siècles plus tard à Dijon. Jusqu’en 1611, la communauté demeurera ainsi libre et vulnérable à la fois, ne dépendant ni du souverain, ni de la Champagne, ni de la Bourgogne, ni de la Franche-Comté, « ni pour leur mouvance ni autrement ».
Belmont fut présente en Syrie dès 1147 ; et jusqu’en 1287. Pionnière de l’Ordre, elle fut la première fondation en Orient, et la plus lointaine au XIIe siècle. Abbaye féminine, elle était obligée de passer par Morimond pour fonder son abbaye-fille. Mais on sait aussi que, dans les premiers siècles de l’Ordre, on trouve presque toujours des abbayes jumelles, avec la présence des frères et des sœurs. Pour une si grande aventure, il serait probable que Morimond ait envoyé ses moines auprès des moniales de Belmont. Après la chute de Saint Jean d’Acre, on n’a plus aucune trace des sœurs sauf peut-être au monastère de Beaulieu, à Chypre. Plus tard, le Belmont oriental deviendra orthodoxe (voir l’étude de M. Enlart).
Même dans la modestie de ses premières années, avec sa « pauvre petite maison », c’est une abbaye qui montre les caractéristiques de l’abbaye cistercienne : dans la vallée isolée, mais près de la rivière, utile au moulin, et du chemin, ancienne voie romaine.
Les dons se multiplient avec des nombreux domaines et les paroisses de Grenant, de Frettes et de Tornay. Ce sont les religieuses qui en nomment les curés.
Mais cette prospérité attire les pillages, surtout lors des guerres (guerre de Cent Ans : 1337 – 1453 ; guerre de Trente Ans ; guerres de Religion) ; et des pestes (peste noire : 1349 puis 1636). L’abbaye doit être abandonnée plusieurs fois, ou n’est plus confiée qu’à deux religieuses. À partir du XVe siècle, il faut faire des concessions et le village se développe.
En 1611, Belmont passe définitivement sur le territoire français ; l’abbaye, désormais soumise au régime de la commende, devient abbaye royale.
Les abbesses, jusqu’alors élues par les religieuses, sont désormais nommées par le roi. Avant cette date, l’abbaye était représentative de l’aristocratie des environs, tant à travers les abbesses qu’à travers les protections. Auprès des familles de Coublanc et d’Achey, on retrouve celles de Grenant, Montsaugeon, du Pailly et de Choiseul.
Si l’abbesse est de haute naissance, les classes sociales sont mêlées chez les religieuses, aucune preuve de noblesse n’étant exigée pour entrer à Belmont.
Belmont est très fréquentée au XVIIIe siècle ; à partir de 1740, on commence un programme de reconstruction global dans le goût de l’époque, éliminant les bâtiments médiévaux. On crée un ensemble de bâtiments, dont la Maison des Hôtes, c’est-à-dire celle de l’aumônier et des visiteurs : il reste le seul élément non retouché, avec aussi son verger et sa cour d’origine. Tous les biens sont mis en vente en 1790. Les religieuses sont sommées de confirmer leurs vœux ; seulement trois les renieront. Les dernières religieuses (18) sont expulsées en 1792.

### Histoire après la Révolution
Le village devient commune indépendante de Bussières en 1831. L’église est rachetée par le village.
D’abord repris à la Révolution par un juge de paix de Maatz, puis plus ou moins abandonné au début du XIXe siècle, il est partagé en deux vers 1850 pour deux propriétaires, tous deux agriculteurs du village. En 1871, une chapelle est érigée sur la colline pour Notre-Dame de la Paix, Belmont ayant été épargnée par les troupes prussiennes en 1870. L’abbaye devient bâtiment agricole. Jusqu’à la fin du XXe siècle. Puis, un peintre-verrier vient au début des années 1980 travailler à l’église. Il tombe amoureux du bâtiment en ruines. Il acquiert d’abord la partie ouest, puis bientôt la partie est. Sa femme refuse d’y venir.
De l’abbaye, il reste aujourd’hui la chapelle abbatiale agrandie au XIXe siècle pour devenir paroisse, des morceaux du bâtiment conventuel, des traces de l’enceinte du XVIIIe siècle, la Maison des Hôtes et son verger. La maison des hôtes, inscrite à l’inventaire des Monuments Historiques en 2004, est en cours de restauration.

### De nos jours

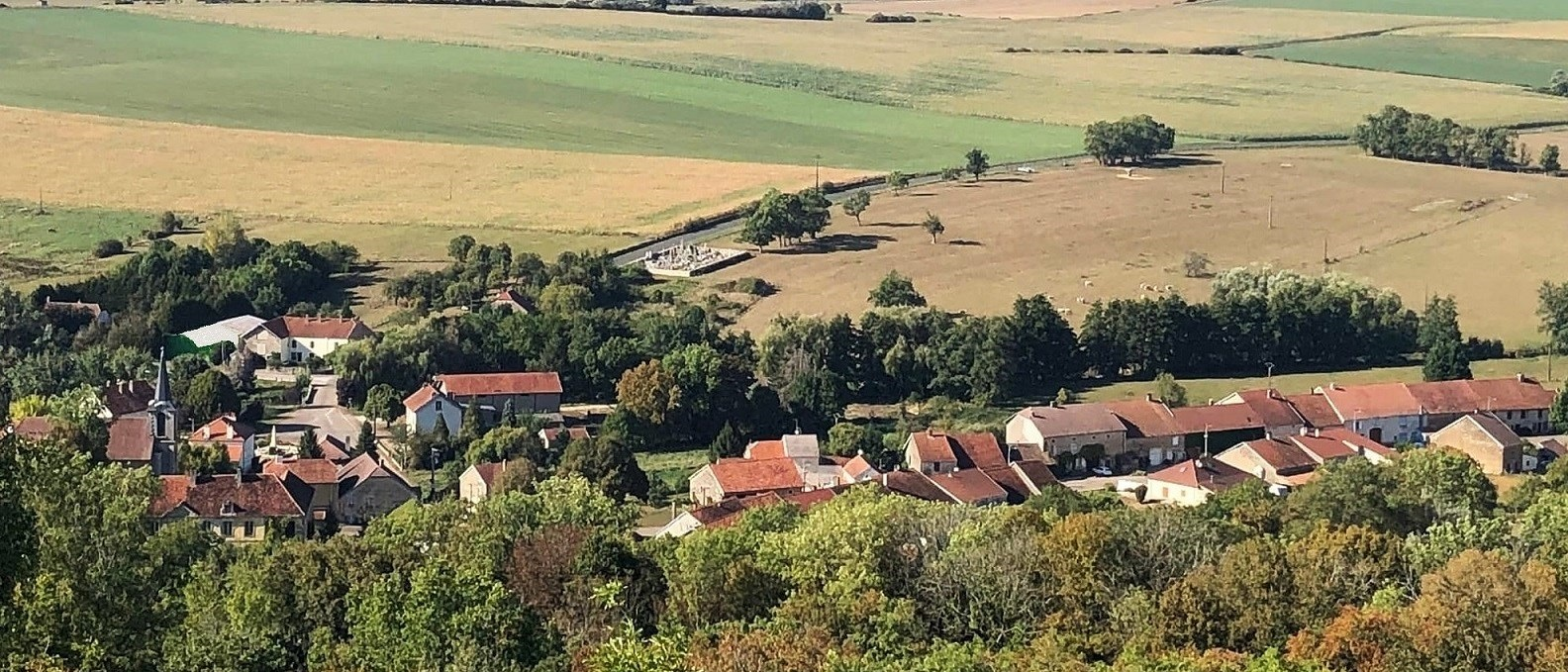
Vue générale de Belmont.

En 2022, il ne subsiste que l'ancienne église abbatiale, une partie du bâtiment conventuel, remarquable bâtiment à corps central et à deux ailes, et le logis des hôtes. Ce dernier bâtiment est privé. Les bâtiments conventuels ont brûlé en 2010.
Le site abrite aussi depuis 2013 une bibliothèque publique, avec possibilité de consultation d'archives. Des animations culturelles saisonnières sont proposées.
Ce qui reste de l'abbaye fait l'objet d'une inscription partielle aux Monuments historiques depuis 2013.

## Filiation et dépendances
La Crête est fille de l'abbaye de Tart.

## Liste des abbesses
- 1127-1160 ? Pétronille de Coublanc
- 1160-1210 ? Marguerite de Montclay
- 1217 Aanos ou Hanors
- 1226 Beatrix
- 1235 Alix ou Aalix 1re
- 1255 Gauthière ou Galtière
- 1273 Béatrix
- 1298 Alix ou Edice de Vergèles
- 1315 Marguerite II de Raiz
- 1328 Isabelle
- 1329 Jeanne de Bure
- 1340 Marguerite de Chauvirey
- 1355 Isabelle
- 1372 Marguerite de Rupt
- 1378 Clémence de Cuzance
- 1390 M. d’Avarby ou d’Averley
- 1392 Jeanne de Moslin ou Moëslain
- 1404 Alix de Touraise
- 1422 Marguerite d’Igny ou d’Igney
- 1474 Jourdaine de Rochefort
- 1475 Alix de Rochefort
- 1480 Alix de Montfort
- 1503 Jeanne III de Mont-Saint-Leger
- 1515 Anne de Saint-Bélin
- 1539 Edmée de Molain
- 1563 Pernette Arbelot
- 1564 Renée de Saint-Bélin
- 1614 Jeanne de Saint-Bélin
- 1652 Marie-Angélique de Nicey
- 1667 Catherine de Choiseul Beaupré
- 1709 Bernardine de Blisterwich de Moncley
- 1720 Claudine Alexandrine d’Ambre
- 1737 Françoise Catherine de Molé
- 1744 Louise Hyacinthe de Gaucourt
- 1774-1791 Madeleine Anne Esmangart

## Galerie

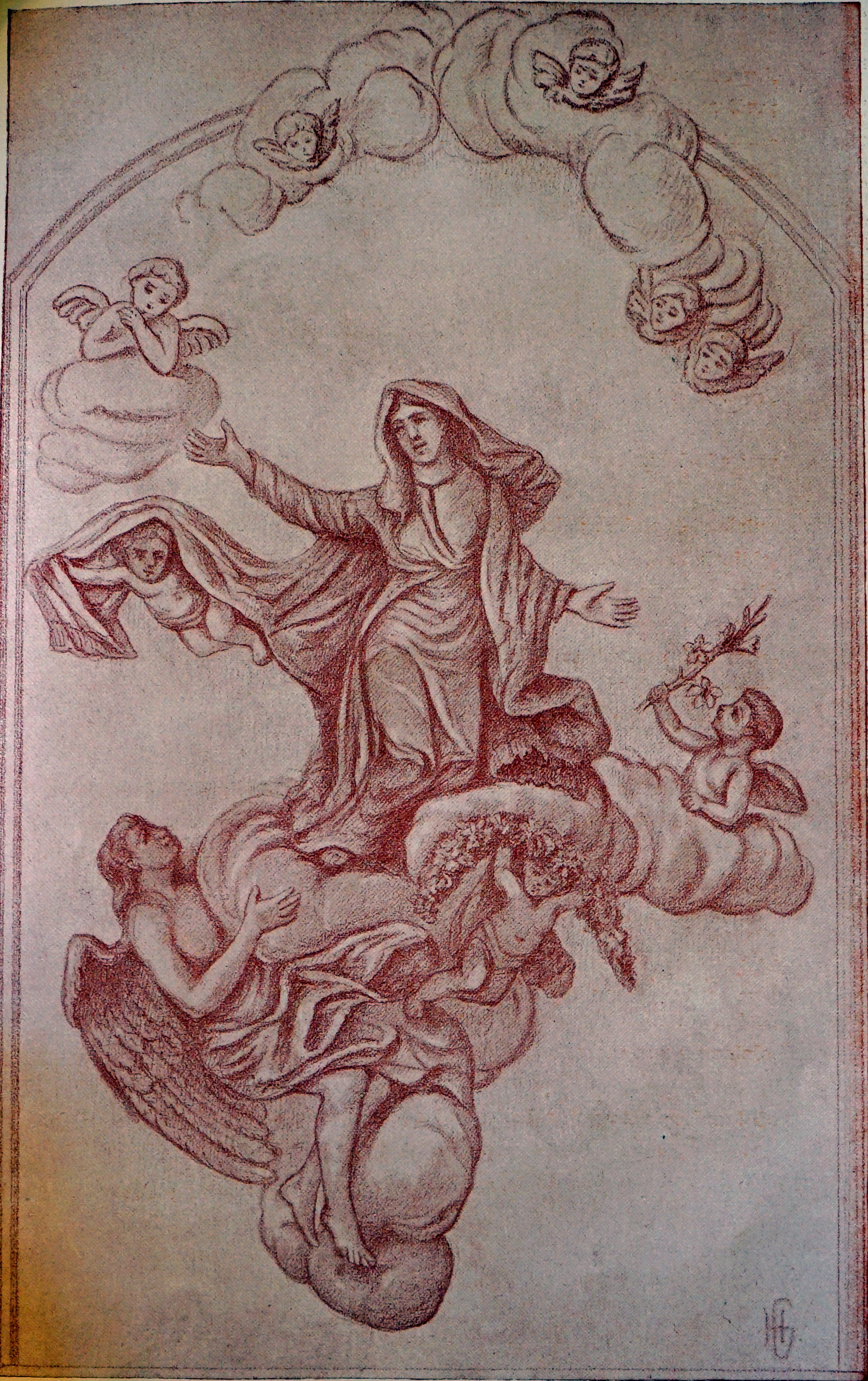
Reprise par Hector Guiot.
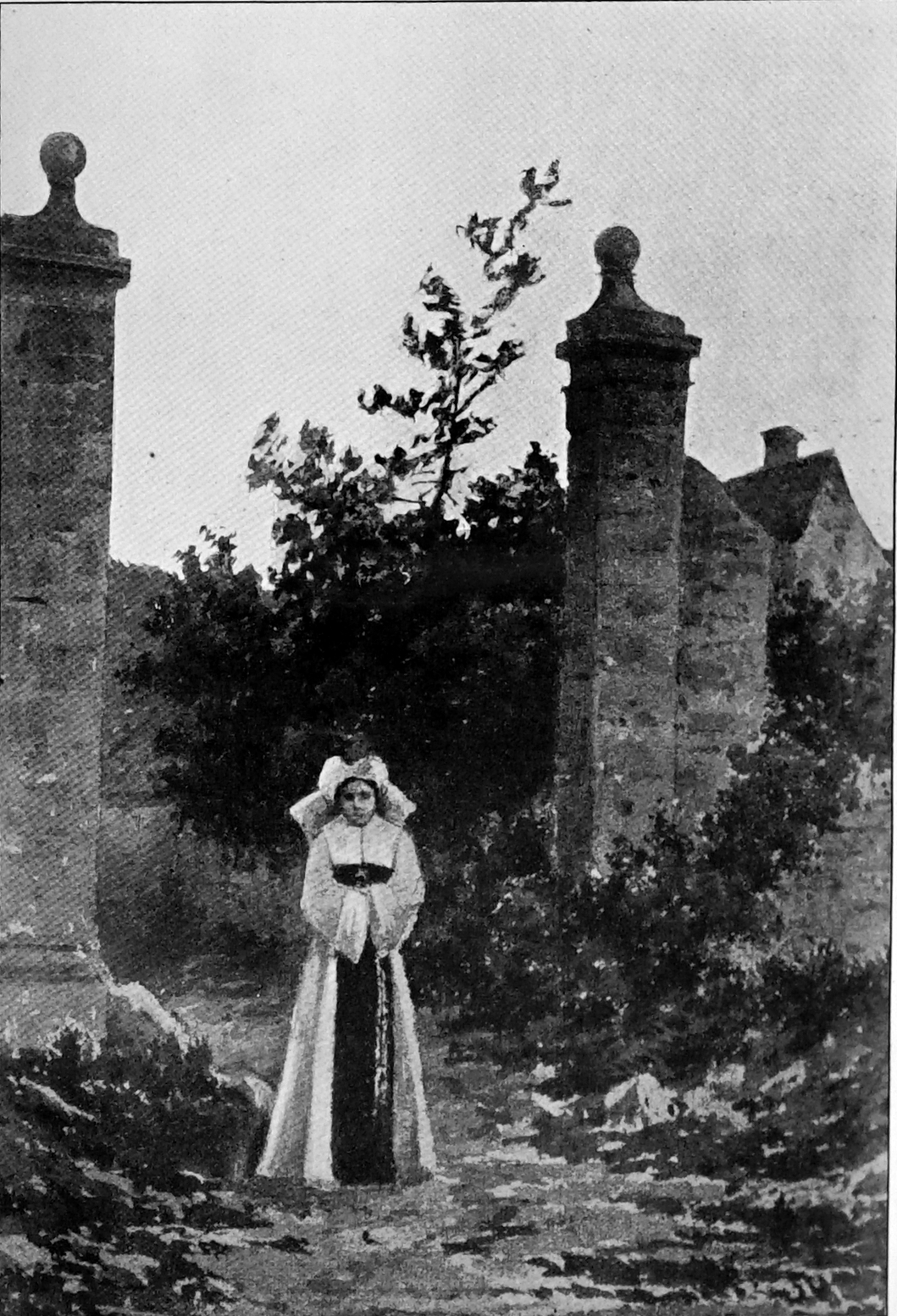
Une sœur devant la portail, Hector Guiot.
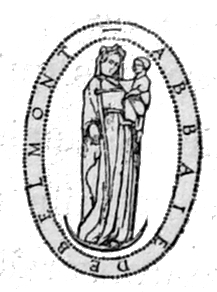
son sceau et une statue de
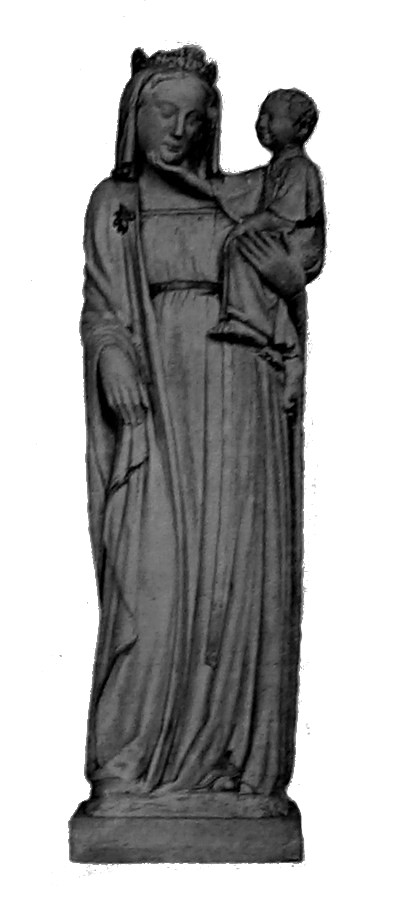
Marie à l'Enfant de même pose.

- Assomption, bas-relief en bois doré d'Antoine Besançon, commandé par l'abbaye en juillet 1788 et placé, au-dessus du maître-autel, le lendemain de Pâques 1789[4].